# Bakacsinerdő
Bakacsinerdő, vagy a Szobotka-féle fordításban Setéterdő egy helyszín J. R. R. Tolkien történeteiben, elsősorban A Gyűrűk Urában és a Hobbitban, a másodkorban és a harmadkorban. Két birodalom létezett a területén: az Északi-Bakacsinerdő tünde-királysága és a déli Dol Guldur, a Gyűrűk Ura, Sauron titkos erődje, kinek megjelenése előtt az erdőt Nagy Zölderdőnek hívták.

## Története
A másodkorban települtek be ide a sindák és az erdőtündék, a királyuk Oropher volt. Oropher elesett a Dagorladi Csatában, és az itteni tündék királya Oropher fia, Thranduil lett. Nem szívelte a törpöket. Kereskedelmet folytatott Dorwinionnal.
A harmadkorban, 1100 körül Szauron Dol Guldurba ment. Kiszorította Thranduilt a Bakacsinerdő déli részéből. A Fehér Tanács rájött, hogy egy gonosz hatalom fészkelte be magát Dol Guldurba, és odaküldte kémkedni Gandalfot. Ő első ottléte alatt még nem tudta megállapítani, hogy ki Dol Guldur Varázslója, másodszor viszont rájött, hogy a lény nem más, mint Szauron. 2941-ben a Fehér Tanács lerohanta Dol Guldurt. Szauron Mordorba menekült. 30 évvel később Dol Guldur kezdett újra benépesedni. A Gyűrűháborúban Dol Guldurból támadás érte Lórient és az Északi Bakacsinerdőt is. Barad-dûr bukása után Galadriel átkelt az Anduinon, és megsemmisítette Dol Guldurt.

## Birodalmak a területén

### Északi Bakacsinerdő
A Bakacsinerdő északi részén sindák laktak. Királyaiknak csarnokai voltak a Bakacsinerdő keleti határának közelében. Oropher, később Thranduil uralta ezt a birodalmat.

### Dol Guldur
Dol Guldur egy Barad-dûrhoz hasonlító torony, a Bakacsinerdő déli részén. Szauron uralta, majd a Gyűrűháború idején a második legnagyobb hatalmú Gyűrűlidérc, Khamûl.